# 水素爆弾
水素爆弾（、英: hydrogen bomb）または熱核兵器（、英: thermonuclear weapon）あるいは水爆（）とは、重水素および三重水素（トリチウム）の熱核反応を利用した核兵器をいう。

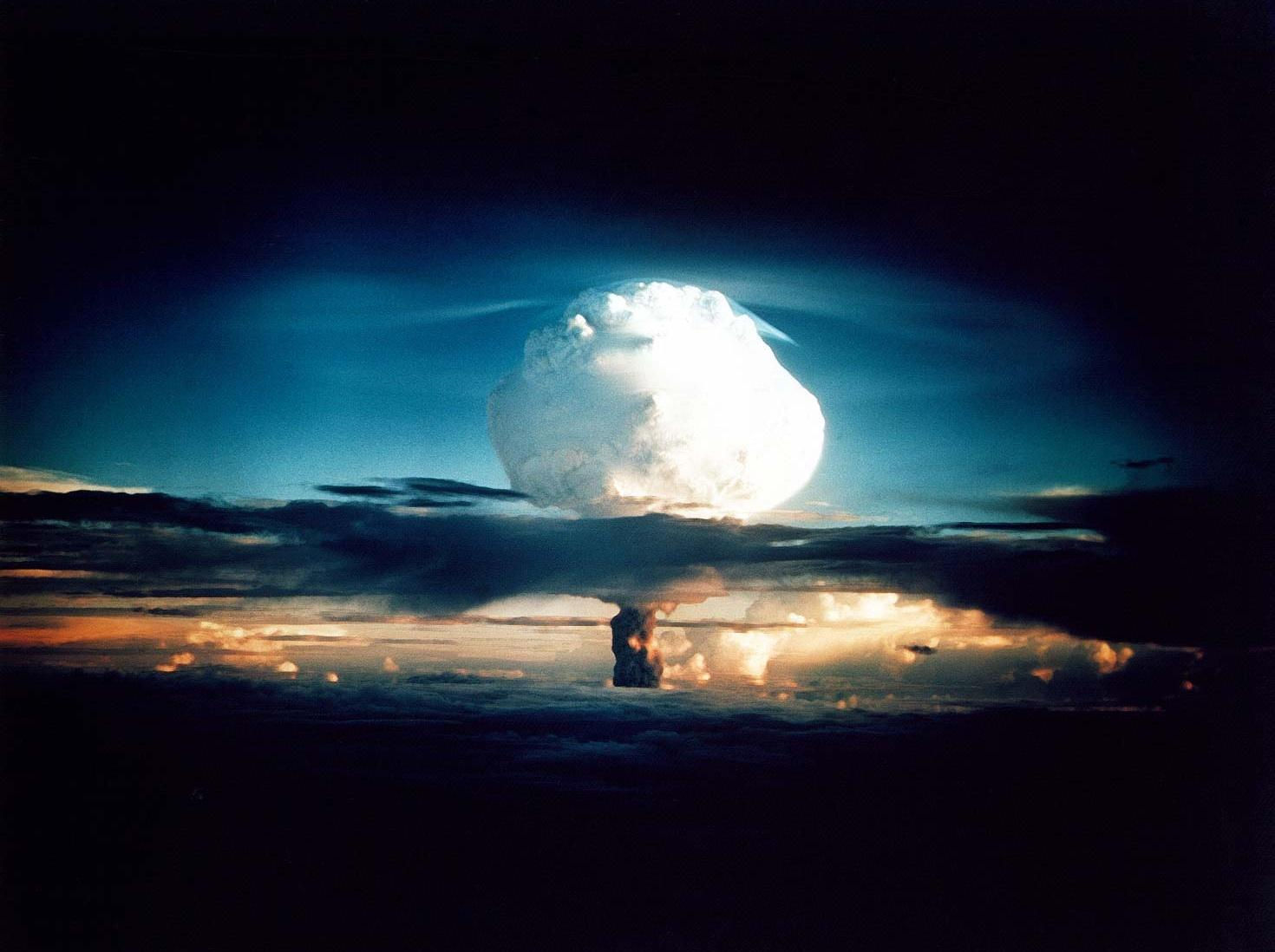
1952年11月1日、人類初の水爆実験であるアイビー作戦

なお、名前に含まれる「水素」とは普通の水素（軽水素）ではなく、その同位体である重水素と三重水素を示している。また、21世紀においても核融合反応のみを用いた純粋水爆は開発されておらず、核分裂反応を併用している。

## 概要
原子爆弾（核分裂兵器）は強力な兵器であるが、核分裂反応の性質上、ウラン235（235U）やプルトニウム239（239Pu）をどんなに増やしても、最大でも広島・長崎級原爆の10倍程度に留まる爆発エネルギーしか得られない。或いは起爆前段階で「超臨界状態」にならないよう、集積できる核分裂燃料量には自ずと上限がある。
核分裂兵器の多くは爆縮レンズと呼ばれる装置で、プルトニウムやウランの塊（ピット）を中心方向に向かって瞬間的に圧縮させることで核分裂の連鎖反応を生じさせる臨界状態へと到達させる「インプロージョン型」という方式が採用されているが、これは使用するウランやプルトニウムといった核分裂性物質の使用量を増やして大型化させるにつれて、爆縮時の不安定性が大きくなりやすいという問題がある。代表的なものとしてはレイリー・テイラー不安定性が挙げられるが、これによって衝撃波が歪になり十分な核爆発を引き起こせない事に繋がる。
それに対して、熱核反応（核融合反応）はそれを起こす物質を追加すればいくらでも（少なくとも新星規模までリニアに）エネルギーを増加させることができるという特徴を持つ。そのため、特に二重水素・三重水素の熱核反応（D-T反応、D-D反応）を利用することで、広島・長崎級原爆の数十倍 -数百倍の爆発エネルギーを持たせた核兵器が開発できると見込まれていた。
この水素爆弾における核融合反応というのは、原子爆弾の核分裂による爆発を用いて引き起こされ、その投入した熱エネルギー以上の莫大な熱エネルギーを出力させることを目的としている。単に核融合反応を起こすだけであれば原子核の電気的な斥力を突破できる条件（ローソン条件）を満たすエネルギーを投入すれば良いが、投入した以上の熱エネルギーを得るための条件としては、核融合反応で生じたエネルギーでさらに核融合反応を持続させる「自己点火条件」まで到達させなければならない。
実際、原爆開発技術を独占していた米国において、原爆保有国となったソ連に対抗するため、トルーマン大統領によって製造命令が下されたのが、原爆を起爆装置として重水素を熱核反応させる水素爆弾（hydrogen bomb）である。
初期の装置は核融合燃料として液体の重水素を用いていた。重水素を液体に保つには極低温状態を維持しなければならず、そのための装置が極めて巨大であるため、爆撃機やミサイルに搭載することは不可能であり、実用化には至らなかった。
しかし、核融合燃料として常温で固体の重水素化リチウム＝LiD（特に重水素化リチウム6）を用いることにより、実用化に至った。
原子爆弾を起爆装置として用い、核分裂反応で発生する放射線と超高温、超高圧を利用して、水素の同位体の重水素や三重水素（）の核融合反応を誘発し莫大なエネルギーを放出させる。高温による核融合反応（熱核反応）を起こすことから「熱核爆弾」や「熱核兵器」とも呼ばれ、核出力は原爆をはるかに上回る。中性子爆弾や3F爆弾も水爆の一形態である。しかし、核融合反応による核出力の効率化は水爆1 tあたりTNT換算6メガトン（Mt）が理論上の限界であり、実際には起爆装置の原子爆弾などの重量も含まれるため効率はさらに低下するが、今のところ水素爆弾の威力の上限に限界は存在しないと考えられている。
第二次世界大戦後から現在に至る原爆開発競争に参加した国の中でも、水素爆弾を兵器として実用化したのは国際連合の常任理事国であるアメリカ合衆国と旧ソビエト連邦（ソ連、現ロシア）、イギリス、フランス、中華人民共和国のみであるが、2016年になって朝鮮民主主義人民共和国（北朝鮮）が開発に成功したと主張した。真偽は不明だったが、北朝鮮が2017年9月の核実験でそれまでより10倍以上の爆発を起こしたことで実用化している可能性が高まった。

## 開発の歴史

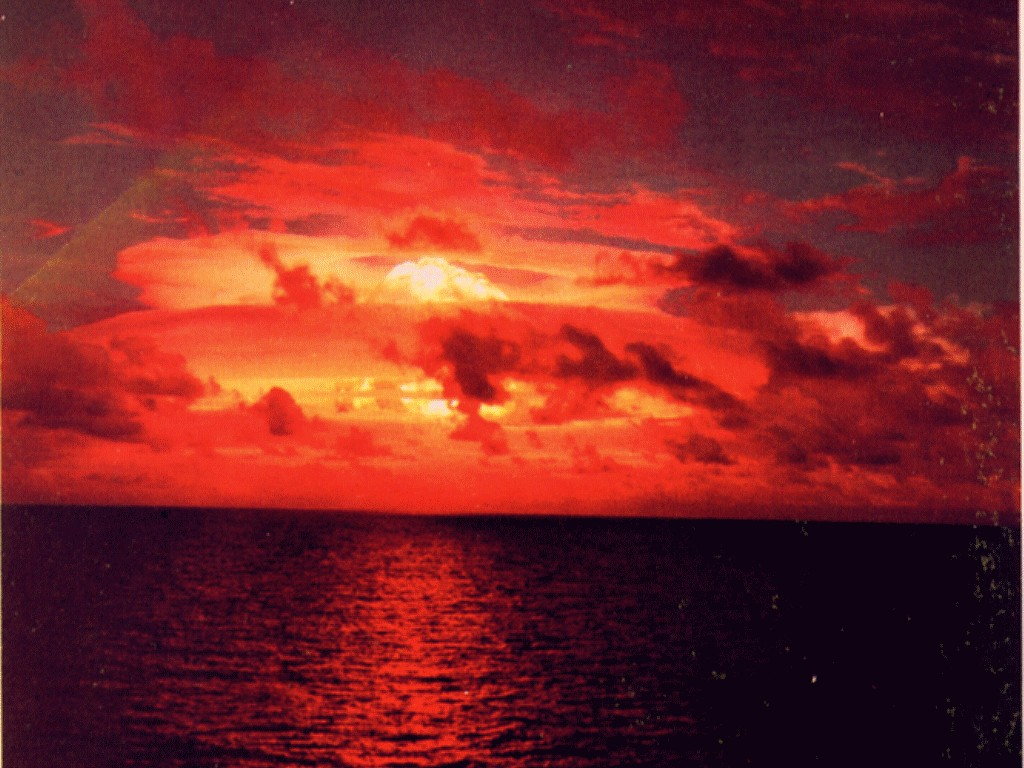
米国の水爆実験アイビーマイク

第二次世界大戦末期のマンハッタン計画後、アメリカ合衆国でエドワード・テラー、スタニスワフ・ウラムらによって開発が進められ、1952年11月1日、エニウェトク環礁で人類初の水爆実験、アイビー作戦（Operation Ivy）が実施された。この作戦で米国はマイク（Mike）というコードネームで呼ばれる水爆の爆発実験に成功した。マイクの核出力は10.4メガトン（Mt）であったが、常温常圧（例えば25℃、1気圧）では気体である重水素や三重水素を零下200度以下に冷却液化しなければならないため、そうした大規模な装置類の付属により、重量は65トンに及び、実用兵器には程遠いものであった。
ところが、翌1953年、ソビエト連邦が重水素などの熱核材料をリチウムと化合させて重水素化リチウム（固体）として用いた水爆の実験（RDS-6）に成功した（実際には水爆ではなかったといわれている）。この型では大掛かりな付属装置が不要なため水爆を小型軽量化できた。その後米国も熱核材料をリチウムで固体化した乾式水爆テラー・ウラム型を完成。1954年、キャッスル作戦（Operation Castle）が実施された。作戦の一つ、大幅な小型化を試みたブラボー（Bravo）実験の成功により、小型化の成功が確認された。
アメリカとソビエト連邦に続く形で、1955年3月1日、イギリスのウィンストン・チャーチル首相が水爆の製造計画を発表。すると同年3月16日にフランスのエドガール・フォール首相も独自または他の欧州諸国と組んで水爆を製造する計画を発表した（翌月撤回）。
その後も米ソ両国で核実験が続けられ1955年から1956年には爆撃機にも搭載可能になり核兵器における威力対重量比が格段に増大する結果となった。いわゆるメガトン級核兵器の登場である。中華人民共和国は1967年6月17日に3.3メガトン（Mt）の最初の水爆実験に成功している。1976年11月17日には4メガトン（Mt）の実験に成功している。この後中国では重水生産工場の運転が開始されている。
2016年1月6日には、朝鮮民主主義人民共和国が4回目の核実験で水素爆弾の実験に初めて成功したと発表した。

## 原理

エドワード・テラー（Edward Teller）とスタニスワフ・ウラム（Stanislaw Ulam）が水爆の基本的設計を行なった。その時の設計がテラー・ウラム型（Teller–Ulam configuration）として今も標準的な水爆の基本設計とされている。まず、図の上部の核分裂爆弾（原爆）を爆発させ、その高温高圧を利用して図の下部の水素リチウム核物質に核融合反応を起こさせる。核融合反応を足すことで核分裂反応に比べて1桁3桁ほど大きなエネルギーが取り出せる。

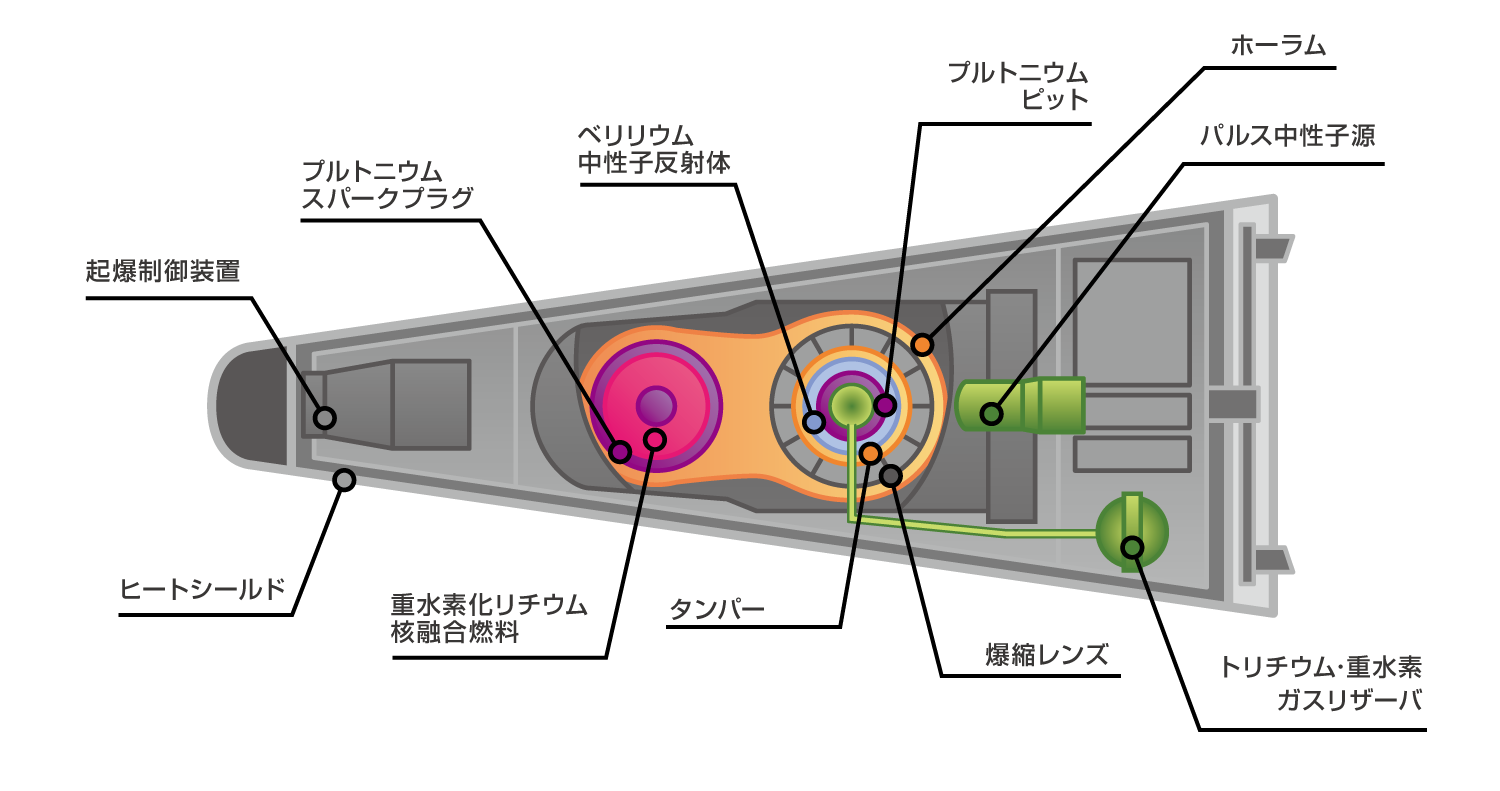
アメリカ軍のMk.21再突入体と、その内部のW87熱核弾頭の想像図。プライマリと呼ばれる右側の球形の原子爆弾が炸裂することで放出されるX線が、ホーラムと呼ばれる容器内で反射を繰り返し、セカンダリと呼ばれる左側の球形の核融合燃料を爆縮する。

水爆の構造は重要な軍事機密であるため公表されていないが、以下のようであろうと推測されている。

### 形状と配置
一端が丸い円筒形や回転楕円体をした弾殻内の丸い側や焦点に核分裂装置、つまり原子爆弾が置かれる。円筒部分か、もう一方の焦点には、外層にタンパーとしてウラン238（238U）、中間層に核融合物質としての重水素化リチウム、中心に更なる核分裂反応源としてのプルトニウム239（239Pu）よりなる3層の物質が置かれる。弾殻は放射線の反射材として機能させるために、ベリリウム（Be）、ウラン、タングステン（W）などが使用され、特にこの部分に238Uやウラン235（235U）を分厚く使用したものが3F爆弾と呼ばれるさらに発生エネルギーを高めた核爆弾である。核融合部分と弾殻の間はポリスチレン等が詰められる。

### 第1段階：原子爆弾の起爆と核分裂による放射
原子爆弾が起爆されると、その核反応により放出された強力なX線とガンマ線、中性子線が直接に、または弾殻の球面に反射して、もう一方の核融合部分に照射される。照射されたX線は核融合物質周辺のスチレン重合体などを瞬時にプラズマ化させ、高温高圧となって円筒部の中心に位置する3層の核融合装置を圧縮する。ウラン238（238U）が促進効果で核融合物質としての重水素化リチウムを中心へ圧縮する。中心軸のスパークプラグのプルトニウム239（239Pu）も圧縮され、239Puが核分裂反応を開始することで中心部からも重水素化リチウムを圧縮する。

### 第2段階：核融合反応の発生
超高温超高密度に圧縮された重水素化リチウムはやがてローソン条件を満たし、核融合反応を起こす。加えて、核融合によって放たれた高速中性子がウラン合金製のタンパーに到達し、さらなる核分裂反応も発生する。これらの反応により、核爆発が発生する。核融合装置を多段化することにより、核出力の拡大が図られる。

### 核反応物質
核融合爆弾の主なエネルギー源となるのは重水素と三重水素である。重水素は自然界の水の中に5000分の1の割合で含まれており抽出が比較的容易であり、三重水素の原料となるリチウムも入手が容易である。水爆では、まず起爆薬としての原爆により高温高圧の環境を作り、中性子によるウランの反応も関与して、重水素とリチウムの混合物の核融合を導くという2段階の方法をとる。この水素爆弾で使われる核融合物質は熱核材料と呼ばれる。
重水素と共に用いられるリチウムが、原爆から発生する中性子により三重水素に核種変化するので、重水素化リチウムを使用した水爆では三重水素は不要になる。リチウムの原子核に中性子を当てるとヘリウム4（4He）と三重水素の原子核が形成される。

### 核反応の疑問点
原爆から発したX線は光速度で熱核材料に達して加熱圧縮するので、中性子の到達までに核融合が始まってしまってリチウムが三重水素に変化する時間がないのではないかという考えがある。加熱圧縮の材料に密度の極めて低いスチレン重合体を使う点に答えがあるかもしれない。あるいは、原爆からの中性子ではなく融合燃料の慣性圧縮から生じるD-D反応より生成した中性子を元にD-T反応が誘発されるので、融合燃料の点火自体には三重水素は不要ではないかという意見もあり真相ははっきりしていない。

## 開発

### 被害
水爆が戦争において使用された例はない。しかし、1952年のアイビー作戦による実験以降も世界各地で大規模な核実験（水爆実験）が数多く行われ、偶発的に遭遇した第三者や環境への被害が広がった。その代表的な事件として、1954年3月1日にビキニ環礁で行なわれた前述のキャッスルブラボー実験の際に、日本の第五福竜丸を含む漁船数百隻が被曝したものがある。
1963年に調印された部分的核実験禁止条約（PTBT）によって、水爆を含め大気圏・宇宙空間・水中での核実験は禁止されたが、以後もPTBTで禁止されなかった地下核実験はたびたび行なわれた。1996年には地下核実験禁止を含む包括的核実験禁止条約（CTBT）が国連で採択されたが、2016年現在も発効しておらず、未批准国などによる核実験も行われている。

### 史上最大のもの
歴史上最大の威力の水爆は旧ソビエト連邦のRDS-220「ツァーリ・ボンバ」と呼ばれるもので50メガトン（Mt；広島型原爆の約3,300倍、第二次世界大戦で使用された全爆薬の10倍）の核出力を誇った（本来の設計上は100Mtを超えていたが、自国の環境に配慮して威力を抑えたといわれている）。この爆弾は長さ8m、直径2m、重さ27tと巨大な物で、専用改修を受けたTu-95爆撃機に搭載され、1961年10月30日にノヴァヤゼムリャ島の上空約4,000mで炸裂した。爆発による衝撃波が地球を3周したことが観測されたということからも、その威力の大きさが窺える。
この爆弾は米ソ間の軍拡競争の産物であり、実際には量産されなかった。また爆弾自体も大きすぎたために実用的でなく、実戦配備することよりむしろ、西側への威嚇および水爆実験が主な目的であった。

### きれいな水爆
原爆を起爆剤に使用しない純粋水爆、いわゆる「きれいな水爆」の研究が1952年からアメリカ合衆国で行われたが、1992年に米国は純粋水爆の開発を事実上断念し、研究データを公開した。これは起爆に原爆を使用しないため、核分裂反応による放射性降下物（フォールアウト）が生成されず、残留放射能が格段に減るという仕組みである。但し、起爆時の核反応でα, β, γおよび中性子線などの放射線、核融合やその燃え残りで生じた水素などの放射性同位体は少なからず放出される。2015年現在、米国ローレンス・リバモア国立研究所にある実験施設「国立点火施設」でレーザーによる核融合が、またロシアの核研究施設アルザマス16では磁場による核融合（Z-ピンチ方式）がそれぞれ研究されているが、2016年時点ではこの種の兵器の開発は成功していない。